# Lucanus sericeus sericeus
Lucanus sericeus sericeus es una subespecie de coleóptero de la familia Lucanidae.

## Distribución geográfica
Habita en Tailandia.